# Franz Xaver Zenner

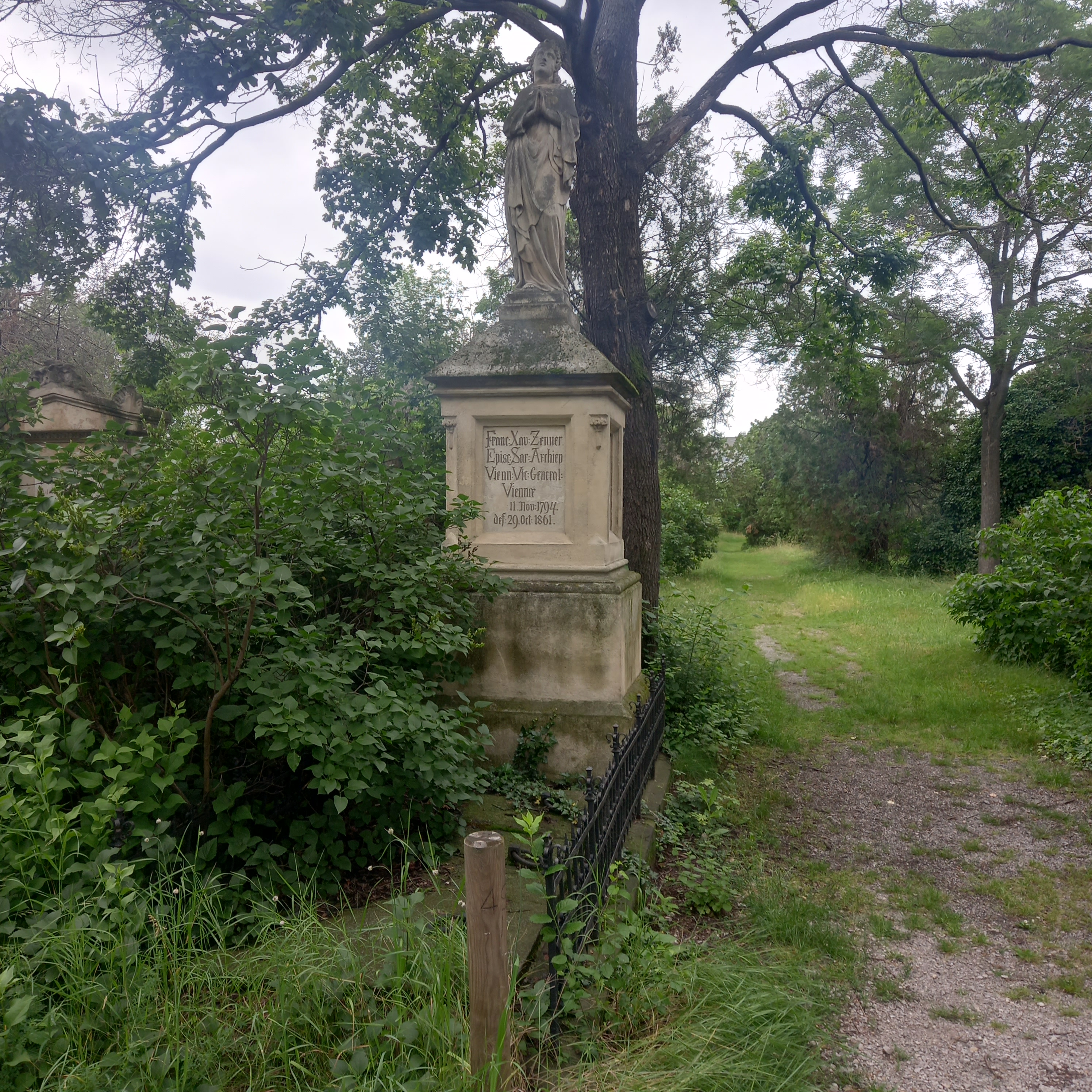
Das Grab von Franz Xaver Zenner auf dem St. Marxer Friedhof in Wien

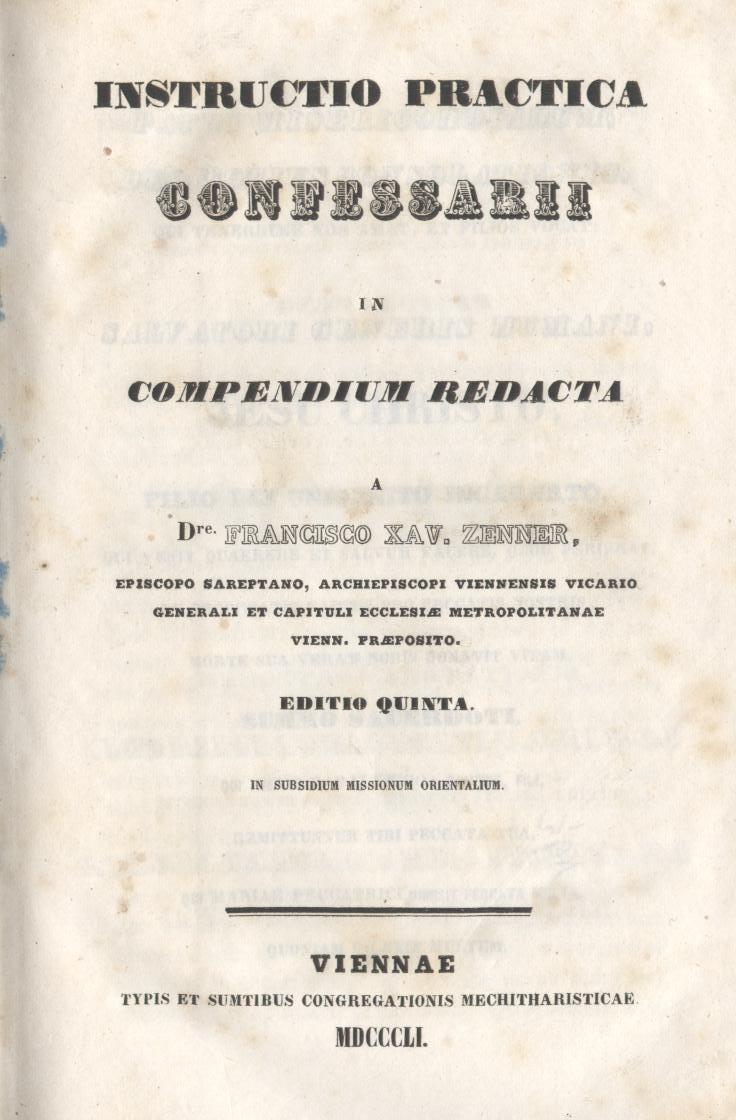
Titelblatt des theologischen Hauptwerkes

Franz Xaver Zenner (* 11. November 1794 in Wien; † 29. Oktober 1861 ebenda) war Generalvikar und Weihbischof der Erzdiözese Wien.

## Leben
Zenner studierte Theologie in seiner Heimatstadt Wien und erhielt dort am 30. August 1818 die Priesterweihe. Danach wurde er Studienpräfekt am erzbischöflichen Klerikalseminar. 1820 promovierte er zum Doktor der Theologie und trat 1821 eine Stelle als Sekretär an der theologischen Fakultät der Universität Wien an. 1826 berief man Franz Xaver Zenner zum Direktor des Wiener Klerikalseminars, welches Amt er bis 1833 innehatte. Hier wurde der später bekannte Geistliche Alois Schlör sein Schüler, der ihm eine lebenslange Freundschaft bewahrte und ihn als seinen ersten Führer im geistlichen Leben, noch vom Sterbebett aus dankbar grüßte. Von 1840 bis 1849 wirkte Zenner als Leiter der theologischen Fakultät der Universität.
Mit Datum vom 27. November 1828 avancierte der Geistliche zum Domherrn an St. Stephan. Er amtierte auch als Hofkaplan und war seit 1840 Regierungs-, ab 1847 Hofrat. Das Hof- und Staatshandbuch des österreichischen Kaisertums von 1847 weist Franz Xaver Zenner daneben als Domkantor am Stephansdom und infulierten, also ehrenhalber zum Tragen einer Mitra berechtigten Prälaten aus.
Papst Pius IX. ernannte Franz Xaver Zenner 1850 zum Titularbischof von Sarepta und zum Weihbischof in der Erzdiözese Wien. Gleichzeitig wurde er Generalvikar des Erzbistums. Die Bischofsweihe erhielt er am 17. Februar 1851 von Erzbischof Vincenz Eduard Milde.
Zenner stand durch seinen musterhaften priesterlichen Wandel, seine persönliche Anspruchslosigkeit und große Wohlthätigkeit in allgemeinem Ansehen. Als Theologe verfasste er ein mehrfach aufgelegtes, lateinisches Buch zur Beichtpraxis, außerdem eine biografische Skizze seines Freundes und Konfraters Franz Seraph Schmid (1764–1843), Beichtvater des Hl. Klemens Maria Hofbauer und der frommen Kaiserinwitwe Karoline Auguste. Letztere wählte Zenner in diesem Amte zum Nachfolger, gleiches tat Erzherzogin Sophie, die Mutter von Kaiser Franz Joseph I., nach dem Tod ihres eigenen Beichtvaters Franz Sebastian Job (1767–1834).
Schon als Seminardirektor war Franz Xaver Zenner Freund und Seelsorger des früh verstorbenen österreichischen Geschichtskundlers Alois Primisser.
1845 bis 1848 hielt sich auch der junge, verwaiste Fürst Karl Heinrich zu Löwenstein-Wertheim-Rosenberg bei seinen Großeltern in Wien auf. In dieser Zeit war Franz Xaver Zenner ebenfalls der Beichtvater dieses jungen Adeligen, der später eine bekannte Persönlichkeit des Katholizismus werden sollte. Der Fürst lobte Zenner noch 1911 in einem Brief an seine Tochter für dessen tiefe Marienfrömmigkeit, welche er ihm als Kind vermittelte habe.
Der Weihbischof verstarb 1861 in Wien und wurde auf dem Sankt Marxer Friedhof beigesetzt; das Grab ist noch erhalten (2023). In Wien ist seit 1906 die Zennerstraße nach ihm benannt.
Franz Xaver Zenner war Ritter 2. Klasse des Ordens der Eisernen Krone.